# August Schmidhuber
August Schmidhuber (8. května 1901 – 19. února 1947) byl politik během předválečného období v Německu a pozdější důstojník Waffen-SS za druhé světové války, kde dosáhl hodnosti SS-Brigadeführer und Generalmajor der Waffen-SS.

## Mládí
August Schmidhuber se narodil 8. května roku 1901 ve městě Augsburg v Bavorsku jako syn vládního činitele. Poté, co absolvoval základní vzdělání, tak nastoupil do učení na sládka, které ukončil v roce 1919.
Dne 5. května téhož roku se upisuje armádě na 12 let služby a po absolvování základního výcviku ve městě Ulm je přiřazen ke Schützen Regiment Nr. 42 (42. střelecký pluk). Od 16. června roku 1919 až do počátku října stejného roku slouží u 9. roty svého pluku a poté stráví téměř rok u 3. roty. Následně na to je převelen ještě ke 11. rotě, kde zůstává až do konce roku 1920.
Na krátkou dobu od počátku května 1919 do poloviny června stejného roku vstupuje do řad jednotek Freikorps a je dosazen ke skupině von Epp pod velením majora Franze von Eppa.
Poté je převelen ke Gebirgs-Jäger Regiment Nr. 19 (19. pluk horských myslivců), kde je 1. října 1922 povýšen do hodnosti Gefreiter (Svobodník). Zde setrvá až do 4. května roku 1931, kdy opouští armádu jako Oberfeldwebel (Nadrotmistr).

## Život po opuštění armády
Po opuštění armády pracuje Schmidhuber jako sládek a stává se aktivím v politice v Bavorsku za Bayerische Volkspartei (Bavorská lidová strana). S příchodem prezidentských voleb, kde kandiduje za okres Lindau je poškozen novinovým článkem a volby nevyhrává. I přes neúspěch nikdy nevstoupí do opoziční strany NSDAP a 16. července roku 1933 vstupuje do SA, kde je zařazen ke SA Gruppe Hochland a slouží nejprve jako zástupce ředitele SA školy v Seeonu a poté i jako její ředitel.
Zároveň s prací na těchto postech byl i členem výcvikového velení SA. Avšak 17. května roku 1935 vstupuje do SS v hodnosti SS-Obersturmführer a je zařazen k jednotkám SS-Verfügungstruppe. Zpočátku velí 7. rotě ze SS-Standarte 1 a velení jednotky zůstává až do počátku února roku 1936, kdy je převelen ke pluku Germania, kde vede jeho 1. rotu až do 1. května roku 1936. Dne 13. září roku 1936 je povýšen na SS-Hauptsturmführera a je převelen do štábu pluku Germania. Zde zůstává až do poloviny listopadu roku 1937, kdy je pověřen výcvikové roty pro poddůstojníky, kde zůstává až do konce února 1938.

## Druhá světová válka
Dne 30. ledna roku 1939 je povýšen do hodnosti SS-Sturmbannführer a působí jako velitel 1. praporu pluku Germania. Dne 21. června roku 1941 je povýšen na SS-Obersturmbannführer a o rok později se stává velitelem SS-Freiwilligen-Gebirgsjäger-Regiment 14 "Skanderbeg" ze 7. SS-Freiwilligen-Gebirgs Division „Prinz Eugen“, kde je dne 28. listopadu roku 1943 nahrazen SS-Sturmbannführerem Bernhardem Dietschem.
Dne 20. dubna roku 1943 je povýšen na SS-Standartenführera a od 17. dubna roku 1944 až do ledna roku 1945 slouží jako velitel 21. Waffen-Gebirgs Division der SS „Skanderbeg“ (albanische Nr. 1), kde později ho nahradí SS-Obersturmbannführer Alfred Graf.

## Závěr války
Dne 20. ledna roku 1945 byl jmenován velitelem 7. SS-Freiwilligen-Gebirgs Division „Prinz Eugen“, kde nahradil SS-Brigadeführera Otto Kumma. S divizí se účastnil závěrečných bojů druhé světové války na Balkáně, kde se nakonec stáhnul z Bosny přes Chorvatsko do Slovinska a tam se společně se zbytky divize vzdal dne 11. května roku 1945 ve městě Celje jugoslávským jednotkám.
August Schmidhuber byl zajat a později v roce 1947 předán jugoslávské justici a na základě obžaloby z účasti na masakrech, deportacích a zvěrstvech proti civilnímu obyvatelstvu na Balkáně byl odsouzen k trestu smrti oběšením a dne 19. února roku 1947 popraven v Bělehradě.

## Shrnutí vojenské kariéry

### Data povýšení
- Gefreiter - 1. říjen, 1922
- Unteroffizier - 1. listopad, 1923
- Unterfeldwebel - 1. duben, 1926
- Oberfeldwebel - 1. listopad, 1926
- SS-Obersturmführer - 17. květen, 1935
- SS-Hauptsturmführer - 3. září, 1936
- SS-Sturmbannführer - 30. leden, 1939
- SS-Obersturmbannführer - 21. červen, 1941
- SS-Standartenführer - 20. duben, 1943
- SS-Oberführer - 21. červen, 1944
- SS-Brigadeführer und Generalmajor der Waffen-SS - 30. leden, 1945

### Významná vyznamenání
- Chorvatský řád koruny krále Zvonimira, I. třída s dubovými ratolestmi
- Německý kříž ve zlatě - 3. srpen, 1943
- Železný kříž II. třídy - 4. říjen, 1939
- Železný kříž I. třídy - 11. listopad, 1939
- Útočný odznak pěchoty ve stříbře
- Medaile za východní frontu
- Chorvatský řád železného trojlístku[1]
- Sportovní odznak SA ve zlatě
- Sportovní odznak DRL ve stříbře
- Sudetská pamětní medaile
- Medaile za Anschluss
- Totenkopfring
- Čestná dýka Reichsführera-SS